# McNab-Braeside

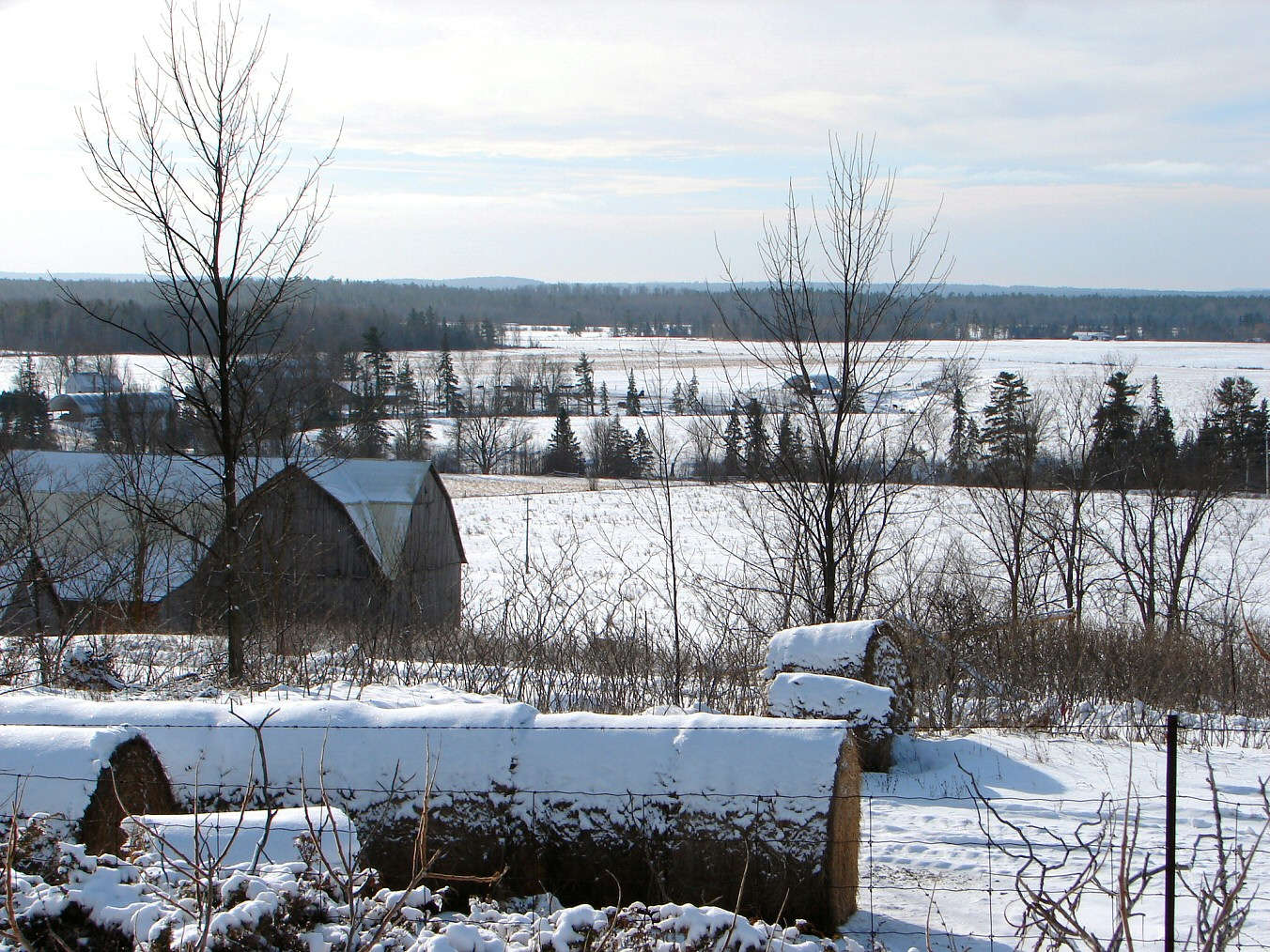
McNab-Braeside

McNab-Braeside to gmina (ang. township) w Kanadzie, w prowincji Ontario, w hrabstwie Renfrew.
Powierzchnia McNab-Braeside to 253,86 km².
Według danych spisu powszechnego z roku 2001 McNab-Braeside liczy 6843 mieszkańców (26,96 os./km²).